# Vinje pri Moravčah
Vinje pri Moravčah je vas, ki leži  v Občini Moravče.
Na robu vasi nad reko Drtijščico ležijo ruševine grada Rožek. Skozi vas poteka tudi del Rokovnjaške planinske poti, katera večina poteka v sosednji občini Lukovica.
Pod vasjo poteka kilometrski tunel do kraja Krašnja, od koder v primeru večjih nalivov odteka voda potoka Radomlje.